# دانييلي تومسون
دانييلي تومسون (بالفرنسية: Danièle Thompson )‏ (و. 1942  م) هي كاتبة سيناريو، ومخرجة أفلام، وكاتِبة، ومخرجة فرنسية، ولدت في موناكو، بدأت مشوارها المهني سنة 1966.

## جوائز وترشيحات
حصلت على جوائز منها:
- جائزة الأوسكار لأفضل كتابة

ترشحت لـ:
- جائزة الأوسكار لأفضل كتابة "سيناريو أصلي"، عن عمل: Cousin Cousine [الإنجليزية]‏.

## وصلات خارجية
- دانييلي تومسون على موقع IMDb (الإنجليزية)
- دانييلي تومسون على موقع ألو سيني (الفرنسية)
- دانييلي تومسون على موقع ميوزك برينز (الإنجليزية)
- دانييلي تومسون على موقع أول موفي (الإنجليزية)
- دانييلي تومسون على موقع قاعدة بيانات الأفلام السويدية (السويدية)
- دانييلي تومسون على موقع قاعدة بيانات الفيلم (الإنجليزية)
- دانييلي تومسون على موقع كينوبويسك (الروسية)